# تجدید حیات (دکتر هو)

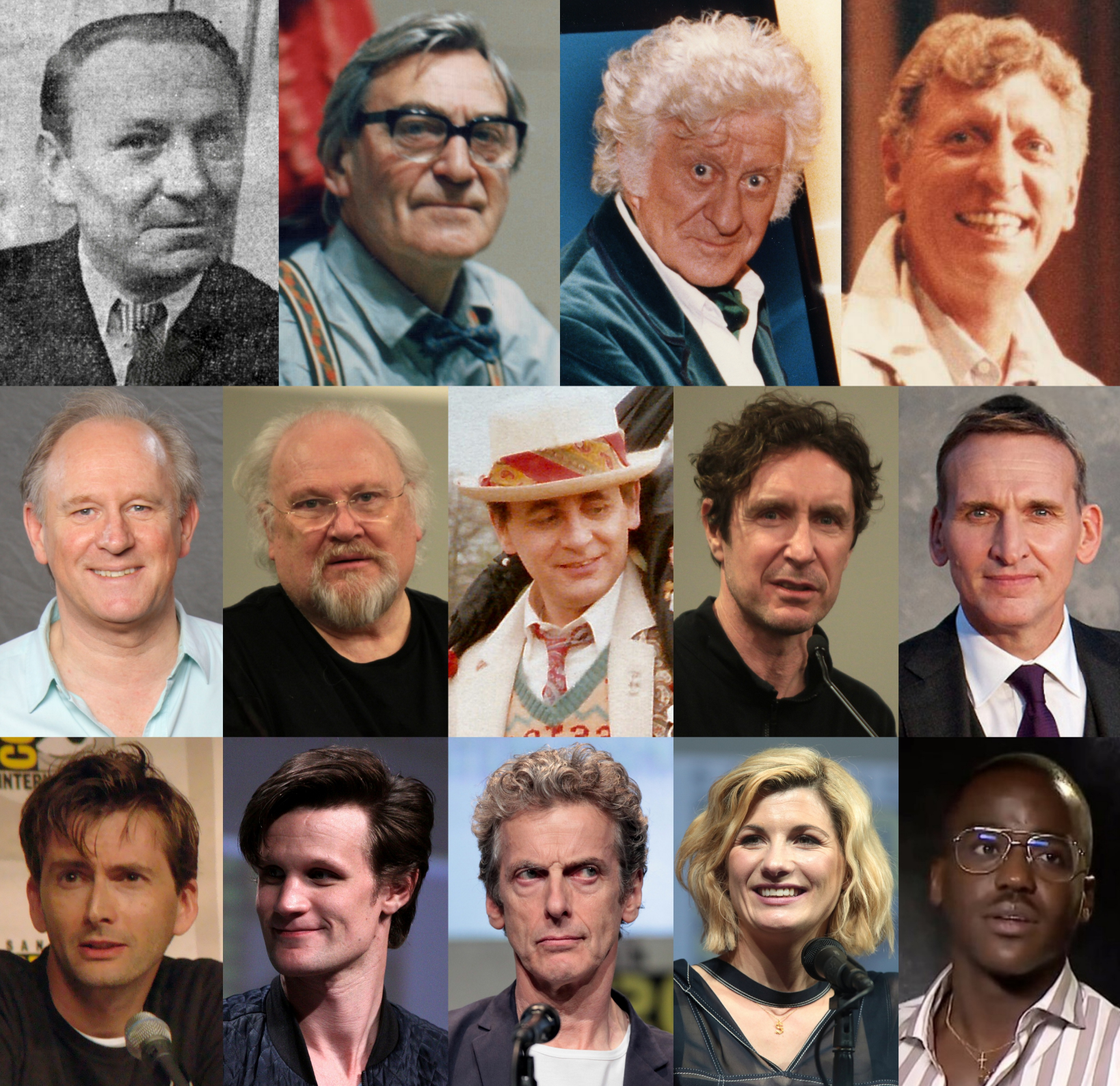
بازیگران دکتر هو

تجدید حیات یکی از توانایی‌های بیولوژیکی اربابان زمان در سریال دکتر هو است. این فرایند به اربابان زمان که پیر شده‌اند یا زخمی مرگبار دارند دستخوش تغییر و تحولی فیزیکی شوند و شخصیت خود را تا حدودی تغییر دهند. هر ارباب زمان به طور معمول تا 12 بار میتواند این کار را انجام دهد.